# مسجد جامع شیخ‌الملوک
مسجد جامع شیخ‌الملوک یا مسجد جامع ملایر مربوط به سدهٔ ۱۳ ه.ق است و در ملایر، جنب بازار کفاش‌ها واقع شده است. این اثر در تاریخ ۱۰ آبان ۱۳۵۵ با شمارهٔ ثبت ۱۲۸۶ به‌عنوان یکی از آثار ملی ایران به ثبت رسیده است.